# Vụ đánh bom tại ga điện ngầm Moskva, 2010
Hai vụ nổ bom liên tiếp tại ga điện ngầm Lubyanka và Park Kultury, Moskva, Nga vào lúc 7h56 và 7h57 (giờ địa phương) ngày 29/3/2010 là hai vụ đánh bom tự sát đã làm ít nhất 39 người thiệt mạng, 102 người bị thương, 72 trong số đó đang phải điều trị trong bệnh viện.

## Diễn biến
Sơ bộ điều tra chỉ ra rằng vụ đánh bom đã được gây ra bởi lực lượng Hồi giáo ly khai Chechnya. Các quan chức Nga đã gọi nó là "cuộc tấn công khủng bố đẫm máu và tinh vi nhất ở thủ đô Nga trong sáu năm qua", kể từ vụ Avtozavodskaya và vụ nổ bom ở Rizhskaya năm 2004. Vào thời điểm vụ tấn công, có ước tính khoảng 500.000 người đã đi lại thông qua hệ thống ga điện ngầm của Moskva.

## Điều tra
Ngày 31 tháng 3 năm 2010, chỉ vài giờ sau khi xảy ra vụ đánh bom kép ở Kizlyar thuộc vùng Dagestan của Nga, phiến quân Chechnya đã nhận trách nhiệm về các vụ tấn công khủng bố đẫm máu tàu điện ngầm Mátxcơva trong thông điệp phát trên Internet. Doku Umarov, thủ lĩnh lực lượng Hồi giáo cực đoan ở Chechnya và các khu vực khác ở Nam Caucasus thuộc Nga, nói trong một đoạn băng phát trên trang web ủng hộ lực lượng rằng hai vụ đánh bom hôm 29/3 "là nhằm trả thù cho những công dân bị lực lượng Nga giết hại". "Hơn nữa các cuộc tấn công nổi loạn ở Nga sẽ còn tiếp tục."

## Nghi phạm
1. Dzhennet Abdurakhmanova